# Saab CEROS 200
Le Saab CEROS 200 (CElsius tech Radar and Optronic Site) est un directeur de contrôle de tir radar et optronique, conçu par Saab pour être utilisé sur les navires de guerre conjointement avec le système de contrôle de tir naval 9LV. Lorsqu’il est interfacé avec des systèmes modernes de missiles ou de canons, il fournit une défense efficace contre toute menace, y compris les missiles volant au ras des flots ou les menaces de surface asymétriques dans les environnements littoraux.

## Caractéristiques
La conception du radar intègre de nombreuses contre-contre-mesures électroniques :
- Lobes latéraux d’antenne très bas
- Très large bande passante
- Un grand nombre de fréquences d’émission
- Sélection aléatoire de la fréquence
- Verrouiller sur jam, suivre sur jam (?)

Contrairement aux autres radars de conduite de tir, le CEROS 200 peut guider 2 missiles (comme l’ESSM) à la fois.

## Précision
Le directeur CEROS 200 assure le suivi 3D. Cela permet à l’opérateur de faire face aux menaces aériennes et de surface de technologie avancée.
Précision de tir FCS mesurée par un organisme indépendant dans diverses conditions :
- À moins de 1 mètre (rayon) : 36%
- 1-2 mètres (rayon) : 23 %
- 2-4 mètres (rayon) : 19 %
- 4-6 mètres (rayon) : 22 %

## Spécifications

### Radar de poursuite
- Gamme de fréquences : bande Ku, 15,5-17,5 GHz
- Compresseur d’impulsions : Fréquence codée

### Émetteur
- Type : Grille-impulsion hélix TWT
- Puissance de sortie : 1,5 kW crête 4 % de cycle de service
- Nombre de fréquences : Plus de 100
- Modes de transmission : Doppler à impulsions : lots de 32 impulsions
- MTI : lots à 4 impulsions
- Agilité de fréquence : agilité de fréquence d’impulsion à impulsion

### Piédestal de réalisateur
- Type : 2 axes, élévation sur azimut
- Vitesse angulaire : 2 rad/s
- Accélération angulaire : 10 rad/s2

### Dimensions et masse
- Hauteur au-dessus du pont : environ 2 mètres
- Diamètre : Environ 1,6 mètre
- Masse : 625-750 kg selon les versions[1]